# Sabicea urbaniana
Espèce
Sabicea urbaniana Wernham est une espèce de plantes de la famille des Rubiaceae et du genre Sabicea.

## Étymologie
Son épithète spécifique urbaniana rend hommage au botaniste allemand Ignaz Urban (1848-1931), spécialiste de la flore tropicale.

## Description
Sabicea urbaniana est un arbrisseau d'une hauteur de 20 cm avec des fleurs blanches densément groupées qui poussent sur les vieux bois.

## Habitat et distribution
Sabicea urbaniana est une plante native des îles du golfe de Guinée.